# Марк Пінґер
Марк Пінґер (нім. Mark Pinger, 26 червня 1970) — німецький плавець.
Призер Олімпійських Ігор 1992, 1996 років.
Призер Чемпіонату Європи з плавання на короткій воді 1992 року.